# Geolycosa missouriensis
Geolycosa missouriensis este o specie de păianjeni din genul Geolycosa, familia Lycosidae. A fost descrisă pentru prima dată de Banks, 1895. Conform Catalogue of Life specia Geolycosa missouriensis nu are subspecii cunoscute.